# Disputa por la distribución del impuesto sobre bienes y servicios (Australia)
La disputa por la distribución del impuesto sobre bienes y servicios (GST) es una controversia política en curso relativa a la distribución de los ingresos delimpuesto sobre bienes y servicios (GST) entre los estados y territorios australianos y el Gobierno federal. La disputa se basó originalmente en la insatisfacción de Australia Occidental (WA) con sus bajos rendimientos, lo que llevó a una reforma en 2018. La reforma de 2018 garantiza a todos los estados y territorios un rendimiento mínimo de su contribución.
Como resultado de la mejora de la posición financiera de WA durante y después de la pandemia COVID-19, el debate se ha centrado desde entonces en la idoneidad del piso mínimo de pagos introducido y la percepción de inequidad de la reforma. En la actualidad, el gobierno federal ofrece una "garantía de no empeoramiento", lo que significa que los estados y territorios reciben la financiación que tendrían con el sistema antiguo o con el nuevo, la que sea mayor. Esto impide que la reforma perjudique a ninguna jurisdicción durante el periodo de transición, que expirará en 2029-30. Varios estados han celebrado consultas y han exigido alternativamente al gobierno federal que deshaga la reforma o siga contribuyendo al fondo común del GST. Está previsto que la Comisión de Subvenciones de la Commonwealth, encargada de calcular la parte del GST que corresponde a cada estado y territorio, revise dos veces el régimen del GST antes de 2027.
Los críticos han señalado el elevado coste que supone para el gobierno federal subvencionar a los estados con la garantía de no salir perdiendo y la relativa desigualdad en la financiación que introdujo la reforma. Se han hecho propuestas alternativas que sugieren el uso de un sistema de distribución per cápita. Los partidarios de la reforma sostienen que no se puede esperar que WA subvencione indefinidamente a otros estados, que deshacer la reforma desincentivaría a WA a desarrollar sus recursos naturales y que los impuestos sobre el juego (que son una importante fuente de ingresos en los estados del este) deberían incluirse en el cálculo de la distribución al igual que los cánones mineros. Las reformas siguen contando con el apoyo tanto de la Coalición como del Partido Laborista a nivel federal, y ambos han hecho campaña a favor de la reforma. A pesar de las críticas y las alternativas propuestas, en general se entiende que alterar los acuerdos de distribución sería un suicidio político debido a la condición de WA como estado clave en las elecciones federales.

## Antecedentes
El régimen del impuesto sobre bienes y servicios fue aprobado por el Gobierno de coalición de Howard en 1999 e introducido en 2000. Se trata de un impuesto sobre el valor añadido fijado en el 10% del precio de la mayoría de los bienes y servicios vendidos en el país. Tras su introducción, sustituyó a varios impuestos estatales como parte de una reforma fiscal más amplia.
En Australia, los ingresos del GST se ingresan en un fondo central y luego se distribuyen entre los estados y territorios según el principio de igualación fiscal horizontal (HFE). El sistema HFE está diseñado para igualar los ingresos entre los estados y remediar el desequilibrio fiscal. La Comisión de Subvenciones de la Commonwealth (Commonwealth Grants Commission, CGC) hace recomendaciones sobre la tasa de rendimiento para cada estado y territorio, originalmente con el objetivo de proporcionar servicios gubernamentales de igual calidad entre todos los estados.

## Orígenes

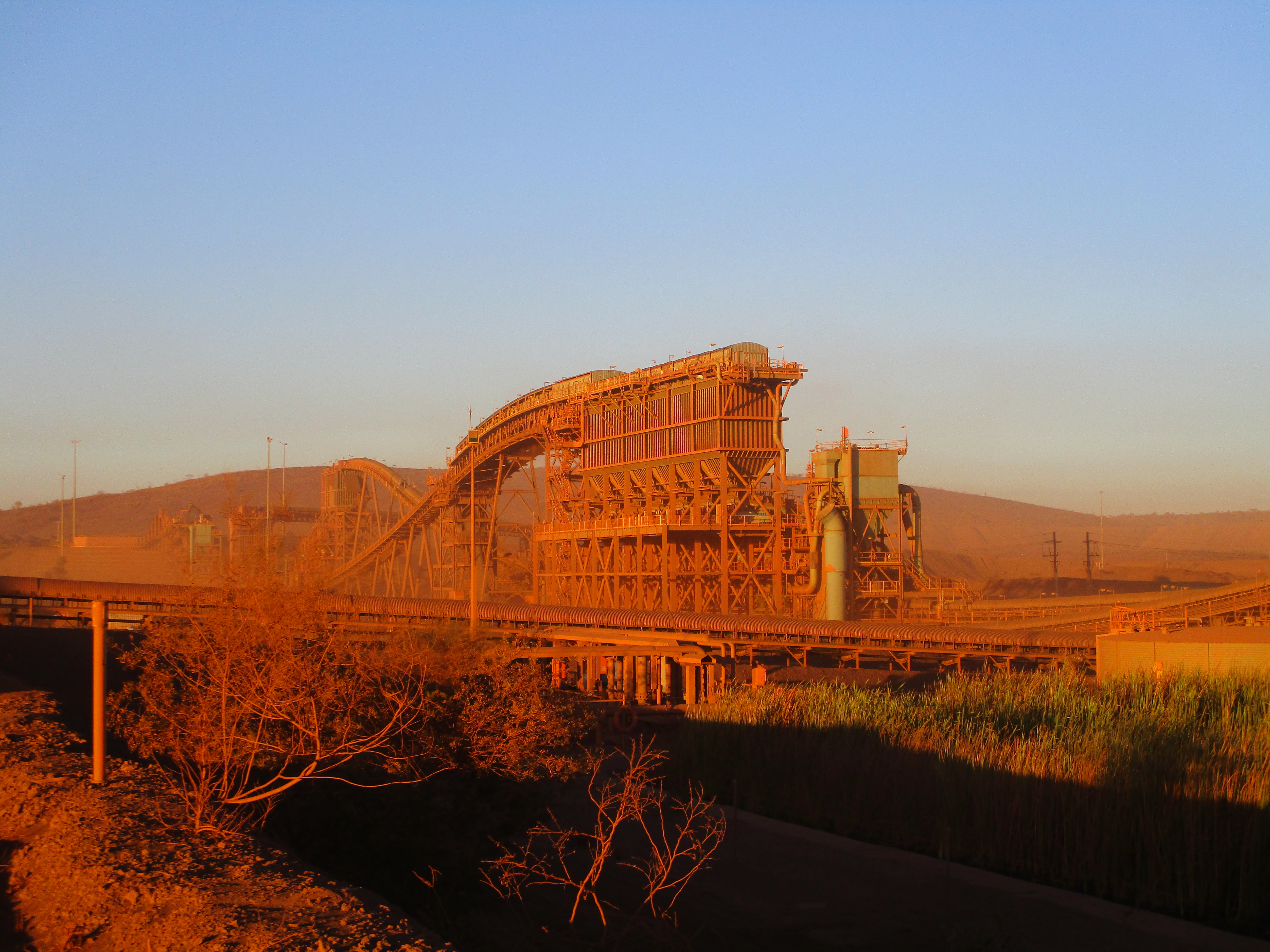
Australia Occidental obtiene gran parte de sus ingresos de los cánones sobre los recursos, lo que afectó a su cuota del impuesto sobre bienes y servicios

El presupuesto de WA se nutre en gran parte de los cánones sobre los recursos. La devolución del GST recibida por WA fue relativamente estable desde 2000 hasta mediados de la década de 2000, sufriendo su primer desplome cuando comenzó el auge del mineral de hierro y el gas y los ingresos por impuestos sobre los recursos aumentaron drásticamente. Para compensar el aumento de los ingresos por cánones sobre los recursos, la CGC empezó a reducir la parte del GST correspondiente a WA y a aumentar la de otros estados y territorios. En 2010, la cuota rondaba los 70 céntimos por dólar, y siguió disminuyendo hasta que se impusieron las reformas.
WA estuvo en déficit durante gran parte de la década de 2010, y el primer ministro Colin Barnett (liberal) achacó sistemáticamente estos déficits a la falta de ingresos del GST, sobre todo teniendo en cuenta que la cuota del GST del estado cayó al mismo tiempo que los royalties del mineral de hierro. Esto se debía al "desfase" del sistema HFE, ya que la CGC incluía los ingresos por cánones en sus cálculos basándose en una proyección a tres años. Por ejemplo, en 2014-15 las relatividades del GST se calcularon basándose en el supuesto de que el mineral de hierro cotizaba a 118 dólares la tonelada, cuando en realidad el precio era de 37 dólares. 70. El estado había acumulado una deuda de unos 30.000 millones de dólares australianos en el ejercicio 2016-17. Ese año, el estado registró un déficit presupuestario de 3.900 millones de dólares.En 2016-17, 4.000 millones de dólares de los ingresos del GST de WA se habían distribuido a otros estados. Posteriormente, el primer ministro Malcolm Turnbull (liberal) se comprometió a implantar un GST mínimo para garantizar una tasa mínima de rendimiento para todos los estados y territorios, pero dijo que no se aplicaría hasta que la cuota de WA hubiera aumentado a alrededor de 75 centavos de dólar bajo el sistema HFE, lo que no se preveía que ocurriera durante al menos otros cuatro años. El compromiso fue duramente criticado por la oposición laborista del estado, que argumentó que el gobierno federal no había dado ningún calendario para el cambio.

## Cambio en el gobierno estatal
| Estado/territorio                    | Declaración GST |
| ------------------------------------ | --------------- |
| Australia Occidental                 | 0.34434         |
| Territorio de la Capital Australiana | 1.19496         |
| Nueva Gales del Sur                  | 0.87672         |
| Territorio del Norte                 | 4.66024         |
| Queensland                           | 1.18769         |
| Australia Meridional                 | 1.43997         |
| Tasmania                             | 1.80477         |
| Victoria                             | 0.93239         |

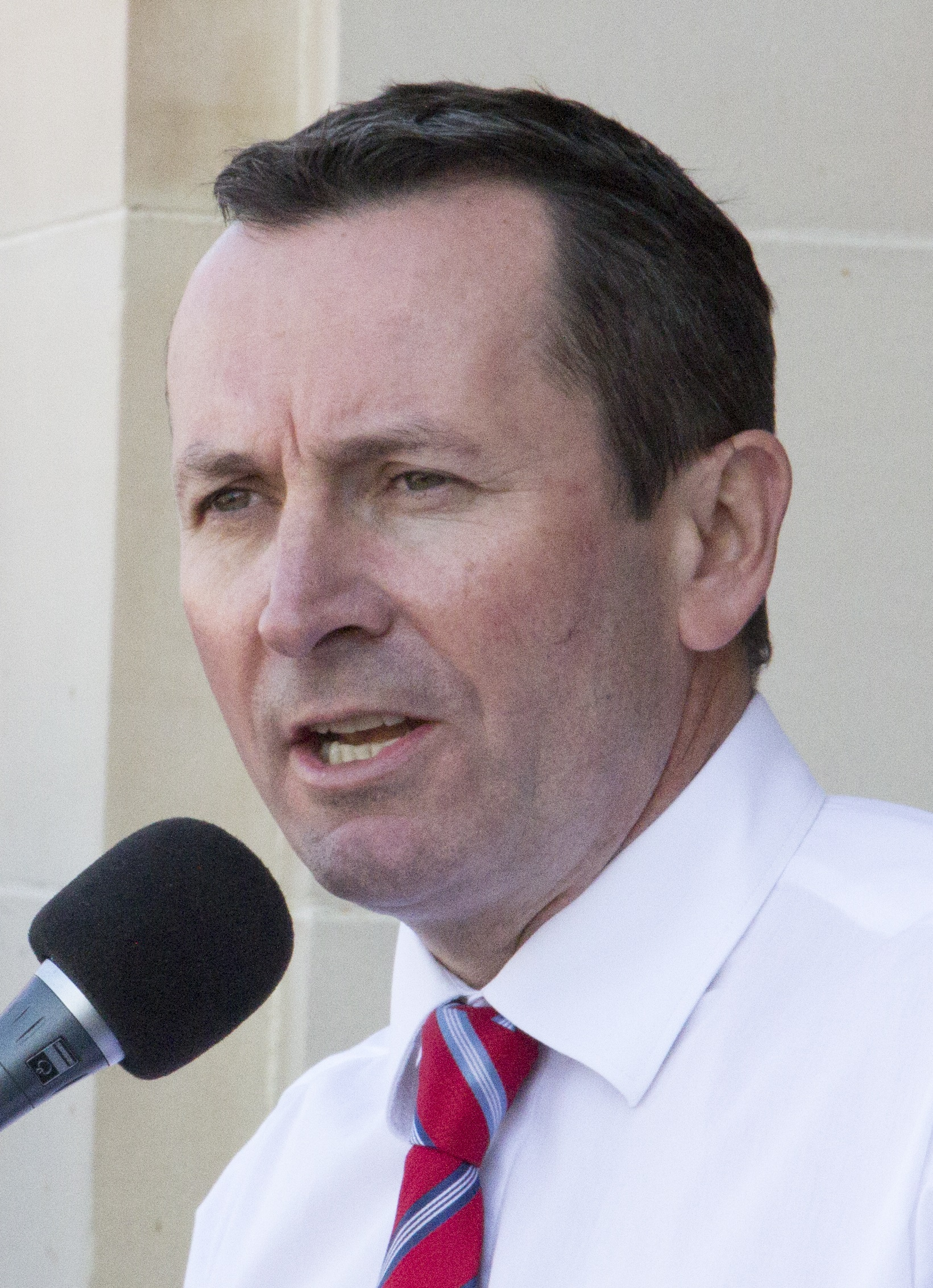
Como Primer Ministro de Australia Occidental, Mark McGowan abogó por una nueva fórmula del impuesto sobre bienes y servicios para mejorar la cuota del Estado

En 2017, el sistema existente había dado lugar a una situación en la que WA recibía aproximadamente 34 céntimos por cada dólar de GST que recaudaba. El siguiente reparto más bajo lo recibía Nueva Gales del Sur (NSW), que recibía aproximadamente 88 céntimos por dólar, y el reparto más alto eran los aproximadamente 466 céntimos por dólar que se pagaban al Territorio del Norte.
El recién elegido gobierno de McGowan (laborista) en WA había confiado en un pago del GST de 38 céntimos por dólar para ayudar a que el presupuesto del estado volviera a tener superávit en el ejercicio 2019-20. Aunque 34 céntimos por dólar suponía una mejora respecto a la tasa de 2016-17 de aproximadamente 30 céntimos por dólar, la reducción dejó al estado con 241 millones de dólares menos de lo esperado para el presupuesto estatal de 2017-18. El tesorero del Estado, Ben Wyatt (Laborista), calificó la situación de "broma" y solicitó un pago complementario de 226 millones de dólares, alegando que el Estado se encontraba "en el cuarto año de lo que es efectivamente una recesión doméstica". El tesorero federal, el liberal Scott Morrison, dijo que estudiaría la petición de pagos adicionales. El senador por Australia Occidental Dean Smith (liberal) también se pronunció al respecto, calificando al HFE de "enfermedad terminal".

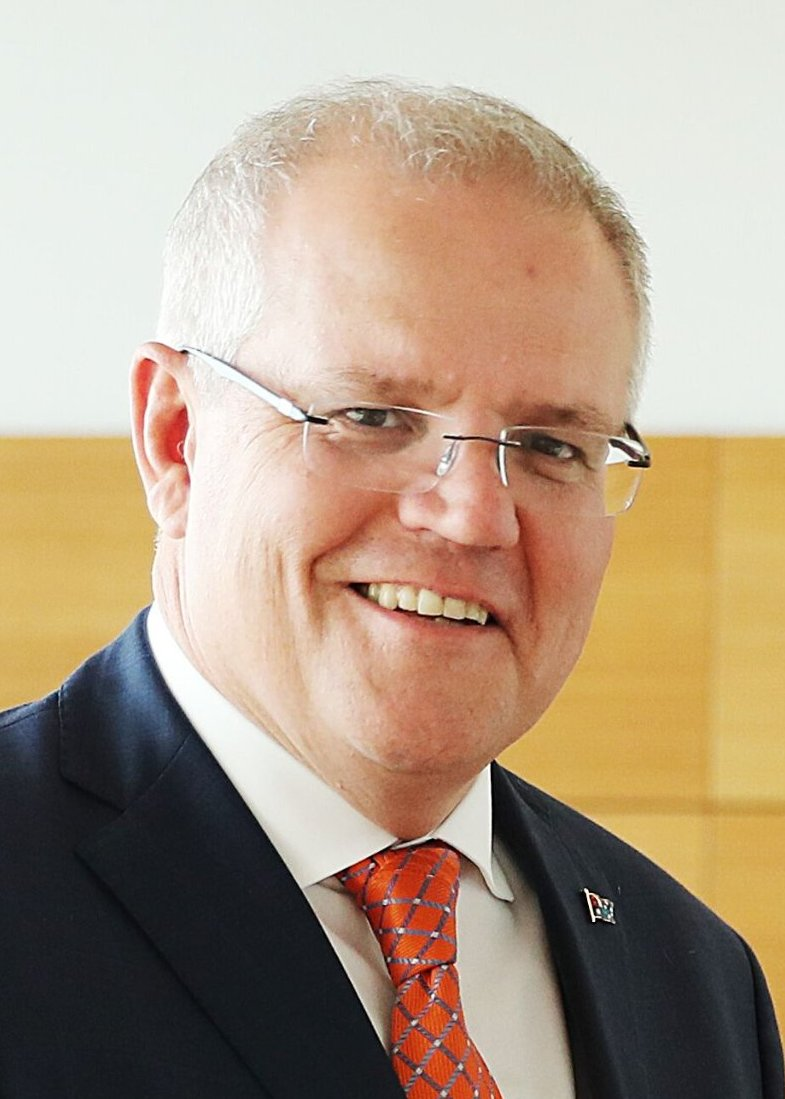
Scott Morrison ejerció de tesorero durante el diseño del nuevo modelo y dirigió ambos informes de la Comisión de Productividad.

Sin embargo, Turnbull volvió a afirmar que no se introduciría ningún suelo hasta que la cuota de WA se hubiera elevado a entre 70 y 75 centavos de dólar bajo el sistema HFE, lo que no se preveía que ocurriera hasta dentro de al menos cuatro años.Añadió que no podría producirse ningún cambio sin el acuerdo de otros estados y territorios, lo que el primer ministro de WA, Mark McGowan (Laborista), afirmó que era falso dado que la CGC era un organismo federal.La senadora por Queensland Pauline Hanson (One Nation) dijo que apoyaría una reducción de los pagos de Queensland para mejorar la cuota de WA, pero dio marcha atrás cuando el gobierno del estado de Queensland le pidió que aclarara sus comentarios.
El líder de la oposición en WA, el liberal Mike Nahan, llegó a sugerir que su partido demandaría al Gobierno federal ante el Tribunal Superior, y subrayó que WA "no quiere más impuestos, sino una distribución justa de los ingresos recaudados". Sin embargo, el fiscal general del estado, el laborista John Quigley, rechazó la idea, afirmando que ya había recibido asesoramiento jurídico que descartaba esa posibilidad.
Se esperaba que la distribución del GST se convirtiera en una cuestión política de cara a las próximas elecciones federales, previstas para 2019.
En abril de 2017, Morrison solicitó a la Comisión de Productividad una revisión del sistema HFE. En octubre se publicó un borrador del informe, en el que se recomendaba que la cuota de WA aumentara entre 3.000 y 3.600 millones de dólares a expensas de las cuotas de todos los demás estados y territorios, lo que provocó una enérgica reacción del primer ministro de Australia Meridional (SA), el liberal Steven Marshall, quien afirmó que el estado no apoyaría ningún cambio que redujera la cuota de SA.
Morrison ordenó a la Comisión de Productividad que llevara a cabo una segunda revisión del sistema de HFE en mayo de 2017. Victoria presentó un informe a la Comisión en el que se oponía a cualquier cambio en el sistema de distribución. El informe se entregó en mayo de 2018 y recomendaba que los rendimientos se determinaran de forma que permitieran a los estados proporcionar "un nivel razonable (en lugar del mismo)" de infraestructuras y servicios. Sin embargo, el Gobierno federal decidió utilizar los pagos realizados a Victoria y Nueva Gales del Sur como referencia para futuros pagos, ofreciendo una serie de pagos complementarios a WA que no procederían del fondo existente del GST, sino de los ingresos federales.

## Introducción del GST mínimo y del nuevo punto de referencia de igualación
El Gobierno federal anunció su modelo final en julio de 2018. El plan, que comenzó en 2019-20, consistía en un suelo de 70 céntimos por dólar en el ejercicio 2022-23, que aumentaría a 75 céntimos por dólar a partir de 2024-25, una garantía que se aplicaría a todos los estados y territorios. El gobierno federal añadiría fondos federales adicionales al fondo común del impuesto para suavizar la transición hasta 2026-27, con el fin de garantizar que ningún estado o territorio sufriera una reducción de su participación durante ese periodo. El gobierno de Australia Occidental calificó el plan de "compensación" por las bajas participaciones anteriores del estado, y afirmó que la nueva fórmula garantizaría su vuelta a un superávit presupuestario.
Antes de las reformas, la CGC había utilizado el estado fiscalmente más fuerte como referencia de igualación. Sin embargo, los nuevos cambios significaron que la relatividad de cada estado o territorio debe ser al menos tan alta como la relatividad del estado estándar (el estado estándar es el fiscalmente más fuerte de Victoria o NSW).
En las elecciones federales de 2019, el gobierno hizo campaña sobre su solución del GST en WA, ya que muchos de los dieciséis escaños del estado estaban amenazados por la oposición.

## Descontento con la reforma

### Durante la pandemia de COVID-19
Durante la pandemia de COVID-19, WA registró niveles muy bajos de infecciones, tanto a nivel nacional como internacional, lo que permitió que el estado viviera con restricciones limitadas en comparación con los cierres observados en los estados del este. Esto provocó pocas perturbaciones en la economía del estado en comparación con otros estados y territorios. Esto, combinado con un aumento sustancial de las regalías del mineral de hierro (una de las principales exportaciones del estado que experimentó un aumento sustancial de los precios en 2020 y 2021), significó que el estado registró el único superávit de la nación: 5.800 millones de dólares en el año fiscal 2020-21.
El 4 de agosto de 2021, la Asamblea Legislativa de Victoria estableció una investigación pública sobre la "participación del estado en la financiación federal del GST". Los gobiernos de Tasmania, el Territorio de la Capital Australiana (ACT) y SA se opusieron al nuevo modelo de distribución, mientras que WA hizo una presentación apoyando la reforma. La investigación presentó su informe el 10 de marzo de 2022, concluyendo que WA estaba siendo injustamente favorecido sobre los otros estados y territorios, y pidió un retorno al sistema original de HFE sin un piso de pagos.
El tesorero de Nueva Gales del Sur, Dominic Perrottet (liberal), calificó a McGowan de "Gollum de la política australiana" y exigió una revisión del límite mínimo del impuesto. El tesorero de Victoria, Tim Pallas (laborista), afirmó que la fórmula del impuesto estaba siendo "manipulada" en favor de Australia Occidental a expensas de los demás estados, y sugirió que el apoyo de los partidos federales a la reforma pretendía ganar apoyos en Australia Occidental para las elecciones federales de 2022.
Perrottet se convirtió en primer ministro de Nueva Gales del Sur en octubre y dijo que su Gobierno buscaría un nuevo esquema de distribución del GST. Sin embargo, Morrison (que se convirtió en líder de los liberales federales y primer ministro en agosto de 2018) y el líder de la oposición Anthony Albanese (laborista) dijeron que no considerarían cambiar la fórmula implementada en 2018. McGowan atrajo cierta atención mediática después de bromear con que llevaría una lanza a las reuniones con Perrottet durante una conferencia de prensa en la que desestimó la queja de Nueva Gales del Sur.
SA también anunció una investigación sobre la fórmula de reparto, que obtuvo el apoyo de los gobiernos estatales de Victoria y Tasmania. El tesorero de SA, el liberal Rob Lucas, declaró que el gobierno estatal quería que la garantía de no salir peor parado fuera permanente y que se adelantara la investigación de la Comisión de Productividad prevista para 2027.

### Después de las elecciones federales de 2022
Antes de las elecciones federales de 2022, la CGC elaboró un informe en el que se concluía que todos los estados, excepto WA, recibirían menos con el nuevo sistema que con el antiguo una vez que expirase la garantía de no empeorar la situación en 2027. Pallas afirmó que el nuevo sistema de reparto "no tiene nada que ver con hacer más justo el GST y sí con ganar el oeste en las elecciones". El nuevo primer ministro de SA, el laborista Peter Malinauskas, también se sumó a las críticas. A nivel federal, ambos partidos se comprometieron a mantener el nuevo sistema. Los laboristas ganaron las elecciones de 2022, y el primer ministro Albanese y el tesorero Jim Chalmers se comprometieron posteriormente en múltiples ocasiones a mantener la reforma del GST.
En noviembre de 2022, McGowan anunció la creación de un fondo de riqueza estatal respaldado por el sector minero de WA, una política que suscitó las críticas del tesorero en la sombra, Steve Thomas (Liberal), que creía que justificaría las demandas para anular la reforma del GST.
En diciembre de 2022, antes de las elecciones estatales de 2023 en Nueva Gales del Sur, Perrottet volvió a criticar el acuerdo del GST, sugiriendo de nuevo una revisión de la distribución. McGowan respondió afirmando que WA recibía menos de lo que aportaba mientras que NSW recibía más de lo que aportaba, afirmando que "cómo eso es injusto para NSW es un misterio para cualquier persona con cerebro" En el año fiscal 2022-23, WA recibió un retorno de 70.000 centavos por dólar recaudado (en el piso del GST), mientras que NSW recibió 95.065 centavos por dólar de GST recaudado en ese estado. El líder de la oposición de NGS, Chris Minns (laborista), afirmó que el estado debía priorizar la reparación de su propio presupuesto antes de atacar la reforma del GST. Sin embargo, en marzo de 2023, Minns (que finalmente ganó las elecciones estatales y se convirtió en primer ministro) criticó la reforma y afirmó que NGS tenía derecho a una parte mayor. El gobierno de NGS contrató a un burócrata para que dirigiera un equipo de funcionarios públicos con el fin de promover los intereses del estado en las "relaciones financieras federales".
En abril de 2023, antes del presupuesto federal, el tesorero federal en la sombra Angus Taylor (liberal) advirtió al Gobierno de que no utilizara el aumento de los cánones mineros para justificar la reducción de la cuota de WA en el GST. Ese mismo mes, el Instituto Grattan publicó un informe sobre la reparación del presupuesto federal que incluía la recomendación de revertir la reforma del GST. Tras la publicación del informe, Zoe Daniel, diputada independiente por Victoria, respaldó el informe del Instituto Grattan y argumentó que el acuerdo con Australia Occidental no estaba justificado y que debía anularse por completo, debido a los déficits que sufrían los presupuestos federal y de los estados y territorios. Kate Chaney, diputada por Australia Occidental, respondió a Daniel afirmando que la reforma del GST no debía modificarse y que no debía esperarse que Australia Occidental compensara la mala gestión fiscal de otros estados. Además, Chaney argumentó que los ingresos procedentes de los impuestos sobre el juego (una importante fuente de ingresos para los estados del este, donde las máquinas tragaperras son habituales) deberían incluirse a la hora de calcular las cuotas del GST, al igual que los cánones minerales. El gobierno de McGowan destinó 1. El tesorero de Tasmania, Michael Ferguson (liberal), afirmó que la financiación de un equipo especializado demostraba que las reformas eran injustas, mientras que el líder de la oposición de Australia Occidental, Shane Love (nacionalista), dijo que era una pérdida de tiempo, ya que la decisión final sería política, no matemática.
WA proyectó un superávit de 4.200 millones de dólares cuando presentó el presupuesto de 2022-23, mayor que el superávit previsto por el Gobierno federal. Durante su discurso sobre el presupuesto, McGowan dijo que cualquier cambio en la reforma que redujera la rentabilidad mínima sería "despreciable y ofensivo". La rentabilidad de 70 céntimos por dólar seguía siendo la más baja concedida a cualquier estado o territorio. El superávit (que fue el sexto consecutivo de WA) y las proyecciones de futuros superávits suscitaron especulaciones sobre la posibilidad de presionar al gobierno federal para que renegara de las reformas. McGowan dijo que creía que sería políticamente imposible para cualquiera de los dos partidos principales revertir las reformas, dadas las graves consecuencias electorales que sufrirían en WA. Volvió a criticar a otros estados y territorios por exigir cambios, señalando que la garantía de no salir perjudicados significaba que otras jurisdicciones estarían en la misma situación financiera si las reformas no se hubieran llevado a cabo.
McGowan anunció su jubilación en mayo de 2023, lo que provocó que Minns, Malinauskas, Andrews y el ministro principal del Territorio de la Capital Australiana, el laborista Andrew Barr, pidieran al Gobierno federal que deshiciera las reformas o, en su defecto, que siguiera pagando indefinidamente la garantía de no despido. Stephen Mullighan (Laborista), tesorero de SA, calificó la reforma de "mayor acto de vandalismo" de la historia de la federación. Roger Cook (Laborista), sucesor de McGowan, se hizo eco de los comentarios anteriores de McGowan, afirmando que los estados no podían utilizar la reforma como excusa para incurrir en déficit.
El presupuesto de Queensland para 2023-24 preveía un superávit de 12.300 millones de dólares como resultado del aumento de los ingresos del carbón, el mayor superávit jamás registrado por un gobierno estatal o territorial. El Tesorero Cameron Dick (Laborista) afirmó que se esperaba que el Estado alcanzara el suelo de rentabilidad de 70 céntimos por dólar en 2024, y afirmó que el suelo daba al gobierno "confianza, sabiendo que cuando tengamos un gran aumento, debido a un cambio de precio o de política, no seremos penalizados por ello". Dick dijo que esperaba que el Gabinete Nacional debatiera la ampliación de la garantía de no empeorar más allá de 2026-27: Dick dijo que apoyaría una ampliación, y se negó a criticar el suelo de las devoluciones.
En junio de 2023, la oficina de Chalmers denegó una solicitud de libertad de información del senador Smith, que pedía acceso a toda la correspondencia entre el tesorero federal y los tesoreros de los demás estados y territorios en relación con el impuesto sobre bienes y servicios. La oficina de Chalmers confirmó que disponía de unas 500 páginas de material relevante, pero que no atendería la petición debido a la limitada capacidad de personal y a la probabilidad de que la solicitud interfiriera de forma poco razonable en el trabajo del tesorero.
En vísperas del primer presupuesto de su gobierno en septiembre de 2023, el tesorero de Nueva Gales del Sur, el laborista Daniel Mookhey, reveló que sus previsiones presupuestarias se basarían en el supuesto de que la garantía de no empeorar se prorrogaría indefinidamente. Se preveía que Nueva Gales del Sur recibiría unos 3.800 millones de dólares del Gobierno federal en 2023-24 y 2024-24.

### Prórroga de los pagos complementarios
En diciembre de 2023, el Gabinete Nacional se reunió y llegó a un acuerdo que incluía la prórroga de los pagos complementarios hasta 2029-30 a cambio de un nuevo acuerdo de financiación para el Plan Nacional del Seguro de Invalidez. En febrero de 2024, los economistas Saul Eslake y Chris Richardson sugirieron que la reforma podría costar al gobierno federal más de 50.000 millones de dólares hasta 2030, y pidieron a la Comisión de Productividad que recomendara la abolición del pago complementario. Eslake y Richardson argumentaron que la reforma era puramente un movimiento político para ganar escaños en WA. La tesorera de Australia Occidental, la laborista Rita Saffioti, afirmó que cualquier gobierno federal "perdería todos los escaños de Australia Occidental" si deshiciera la reforma y dijo que era inconcebible que lo hiciera. La independiente Allegra Spender, de Nueva Gales del Sur, apoyó las críticas de Eslake y Richardson a la reforma. Saffioti y Chaney afirmaron que su derogación incentivaría al Estado a no invertir en minería para evitar perder su parte del GST, afirmación que Eslake rechazó.
La líder de los liberales de Australia Occidental, Libby Mettam, y el director general de la Cámara de Comercio e Industria de Australia Occidental, Chris Rodwell, exigieron a Albanese que se comprometiera formalmente a mantener la reforma del GST. A raíz de estas exigencias, The West Australian publicó una maqueta de dicho compromiso con espacio para que Albanese lo firmara: así lo hizo cuando se le presentó el periódico en una rueda de prensa, escribiendo y firmando el mismo compromiso en el brazo del periodista Dylan Caporn.
En marzo de 2024, Minns pidió que la distribución del GST se calculara según una fórmula per cápita, y comparó WA con un "petroestado" Eslake y Barnett aparecieron juntos en el Club Nacional de Prensa en mayo de 2024 para discutir "la debacle del GST", con Eslake defendiendo la distribución HFE y Barnett argumentando a favor de un cambio a la distribución per cápita. Tras el presupuesto federal de 2024, Chalmers declaró que el dinero gastado en los pagos complementarios "merecía la pena". Eslake argumentó que el gasto era injustificado y se basaba en una "mentalidad de derecho", rebatiendo que la riqueza de WA era simplemente el resultado casual de tener grandes reservas de recursos naturales y un fuerte precio de mercado para esos recursos. Saffioti dijo que Eslake tenía razón en que "nadie puso el mineral de hierro bajo el Pilbara y el gas bajo la plataforma del Noroeste", pero que "no saltan de la tierra a un barco".

## Futuras revisiones previstas
El CGC llevará a cabo una revisión en 2025 para examinar la metodología de distribución.
La Comisión de Productividad realizará otra revisión en 2026 para estudiar el futuro de las reformas de 2018.